# Apple SOS
Sophisticated Operating System или SOS является основной операционной системой, разработанной для Apple III. Система была разработана Apple Computer, Inc. и выпущена в 1980 году.
SOS позволяла делать доступными ресурсы Apple III в виде управляемого интерфейса с помощью System Utilities, а также программирования API.
Apple III System Utilities поставлялась с каждым компьютером Apple III. System Utilities управлялась с помощью меню и выполняла задачи в трёх категориях:
1. Устройство обработки команд — копирование, переименование, форматирование, проверка томов (дисков), список устройств, установка времени и даты.
2. Файл-обработка командного листа — копирование, удаление, переименовывание файлов, создание подкаталогов, установление защиты от записи файлов, установление префиксов (текущий рабочий каталог).
3. System Configuration Program (SCP) — настройка драйверов устройств.

## Технические особенности

Структура

SOS была однозадачной операционной системой. Единая программа загружаемая на этапе загрузки, называлась интерпретатором. Будучи запущенным, интерпретатор мог использовать SOS API, чтобы отправлять запросы к системе. SOS-интерфейс был разделён на четыре основные области.